# Jacksonia
Jacksonia  (лат.) — род тлей из подсемейства Aphidinae. Типовой вид Jacksonia papillata встречается в Европе, включая острова с умеренным климатом (Исландия, Фарерские острова, Азорские острова, Auckland Is., Macquarie Is., South Georgia). Часть видов отмечены в Японии, Индии (Jacksonia campanulata) и в Китае (Jacksonia gibbera).

## Описание
Мелкие насекомые, длина 1,0—1,9 мм.
Ассоциированы с растениями Campanula, Dactylis, Deschampsia, Festuca, Poa, Lysimachia, Veronica. Близок к тлям рода Myzus.
- Jacksonia campanulata Chakrabarti & Raychaudhuri, 1978[6]
- Jacksonia gibbera Qiao, Li, Zhang & Su, 2013[2]
- Jacksonia papillata Theobald, 1923
- Jacksonia sikkimensis M.R. Ghosh, R.C. Basu & Raychaudhuri, 1977